# یوشن
یوشن (به آلمانی: Jüchen) یک شهر در آلمان است که در Rhein-Kreis Neuss واقع شده‌است. یوشن ۲۲٬۶۷۱ نفر جمعیت دارد.

## خواهرخوانده
شهر Leers خواهرخواندهٔ یوشن هست.